# 松戸俊二
松戸 俊二（まつど しゅんじ、1963年5月24日 - ）は、日本の俳優。東京都出身。劇団離風霊船所属で、その創立メンバーの一人でもある。旗揚げ後すぐに伊東由美子にスカウトされ、岸田國士戯曲賞受賞作『ゴジラ』のゴジラ役など主演を多く務めた。

## 出演

### 舞台
- 赤い鳥逃げた…
- あちらのお客様から
- 厩横丁くろにくる
- 黄金の国
- 風の牛若丸
- 軍団
- 後日、連絡します。
- ゴジラ（ゴジラ）
- この指とまれ
- SUBJECTION 2002
- 時代すでに
- 大集合
- 誕生するなら…
- マインド2013
- 昔、むかし、あるところに
- もう一人の善き人
- 闇夜のフランケンシュタイン
- ラジャ
- LONG LONG TIME AGO

### テレビ
- 私が愛したウルトラセブン（1992年） - アマギ（古谷敏）
- 花の乱（1994年） - 一色義秀
- ストレートニュース（2000年）
- 新・お水の花道 第10話「ついに崩壊!! 女の友情」（2001年）
- 明日があるさ 第8話「働く女の誕生日!」（2001年）
- 天使の傷痕（2001年） - 山崎謙介
- 夢のカリフォルニア 第6話「思いがけない告白」（2002年）
- ツーハンマン 第8話「大トロを盗んだ男」（2002年）
- おとうさん 第7話「オヤジと取るか男を取るか!?」（2002年）
- いつもふたりで 第1話「夢はかなう!! あなたに贈る真冬の恋物語」（2003年）
- よい子の味方 〜新米保育士物語〜 第2話「シングルマザーの想い…」（2003年）

### CM
- 味の素
- 花王
- セキスイハイム
- トヨタ自動車
- 日産自動車
- 公共広告機構『親子問題　CATCH BALL』（1999年）